# Plecia zamboanga
Plecia zamboanga är en tvåvingeart som beskrevs av Hardy 1950. Plecia zamboanga ingår i släktet Plecia och familjen hårmyggor. Inga underarter finns listade i Catalogue of Life.